# Nada Meawad
Nada Meawad (geboren 12. April 1998 in Kairo) ist eine ägyptische Beachvolleyballspielerin.

## Karriere
Meawad bildet 2016 ein Duo mit Doaa el-Ghobashy. Beim Continental Cup der Confédération Africaine de Volleyball (CAVB) setzten sich die Ägypterinnen gegen die afrikanischen Konkurrenten durch und qualifizierten sich für die Olympischen Spiele. Beim Turnier in Rio de Janeiro verloren sie in der Vorrunde gegen das deutsche Duo Ludwig/Walkenhorst, gegen Menegatti/Giombini (Italien) und gegen Broder/Valjas (Kanada) jeweils mit 0:2 und schieden damit aus.